# Ochotona collaris
La pica de collar (Ochotona collaris) es una especie de mamífero lagomorfo de la familia Ochotonidae. Es un pequeño ((~160 gramos) lagomorfo alpino que vive en zonas rocosas del centro y sur de Alaska (Estados Unidos) y parte de Canadá, incluyendo el norte de la Columbia Británica, el Yukón, y las partes occidentales de los Territorios del Noroeste. Está estrechamente relacionada con la pica americana (Ochotona princeps). Es asocial, no hiberna,  y pasa gran parte del verano recogiendo vegetación que almacena bajo rocas como depósito de alimentos para el invierno. El animal hace miles de trayectos en julio y agosto para recoger estas reservas.
La pica de collar alcanza la madurez sexual al año de vida y suele tener unas 2 o 3 crías al año. Las crías permanecen en la madriguera durante 30 días hasta su destete y salen a la superficie, separándose de la madre pocos días después.